# 1446

## Esdeveniments
Països Catalans
Resta del món

## Naixements
Països Catalans
Resta del món

## Necrològiques
Països Catalans
- Mallorca: Climent VIII, darrer papa de l'obediència d'Avinyó durant el Cisma d'Occident, successor de Benet XIII.

Resta del món
- 15 d'abril - Florència (Itàlia): Filippo Brunelleschi, arquitecte renaixentista (n. 1377).[1]
- 6 d'abril: Giuliano di Arrigo, més conegut com a Pesello, pintor italià (n. 1367)
- Gutierre Álvarez de Toledo, sacerdot i noble castellà.